# Postupná polymerizace

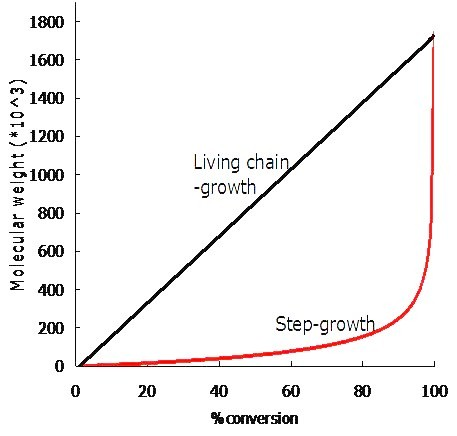
Srovnání rozdělení molekulových hmotností u postupné a žijící polymerizace

Postupná polymerizace je druh polymerizační reakce, při které postupně z bifunkčních nebo polyfunkčních monomerů vznikají dimery, trimery, větší oligomery a případně polymery. Tímto způsobem vznikají například polyestery, polyamidy a polyuretany. Vzhledem k průběhu polymerizace je dosahováno vysokých molekulových hmotností. Postupnou polymerizací se mohou vytvářet lineární polymery, pokud má monomer dvě reaktivní místa, nebo rozvětvené, pokud je reaktivních míst více.

## Historie
Většina přírodních polymerů vzniká kondenzačními reakcemi. Roku 1907 připravil Leo Baekeland první zcela syntetický polymer nazvaný bakelit postupnou polymerizací fenolu a formaldehydu. Ve 30. letech 20. století vyvinul Wallace Carothers nový způsob přípravy polyesterů, který se stal první reakcí prováděnou přímo za účelem získání polymerů s vysokou molekulovou hmotností a také první polymerizační reakcí, jejíž výsledky bylo možné vědecky předpovědět. Vytvořil skupinu matematických rovnic popisujících postupnou polymerizaci, nazývaných Carothersovy rovnice. Ve spolupráci s fyzikálním chemikem Paulem Florym vytvořil teorii popisující matematické vlastnosti postupných polymerizačních reakcí jako jsou kinetika, stechiometrie a rozdělení molekulových hmotností.

## Rozdíly mezi postupnou a kondenzační polymerizací
„Postupná polymerizace“ a kondenzační polymerizace jsou dva různé termíny, které nemusí označovat totéž. Rozlišování těchto pojmů zavedl Wallace Carothers roku 1929 jako rozlišení různých typů produktů. Pokud vzniká pouze polymer, jde o adiční reakci, zatímco jestliže se uvolňuje také menší molekula, jedná se o kondenzační reakci.
Rozlišování mezi „postupnou polymerizací“ a řetězcovou polymerizací zavedl Paul Flory v roce 1953 a to podle reakčních mechanismů:
- Při postupné polymerizaci se do reakčního mechanismu zapojují funkční skupiny
- Při řetězcové polymerizaci se do reakčního mechanismu zapojují radikály nebo ionty.

## Rozdíly mezi postupnou a řetězcovou polymerizací
| Postupná polymerizace | Řetězcová polymerizace                                                                                           |
| --- | --- |
| Narůstání molekuly polymeru na různých místech                                                                                | Pouze adicí monomeru na jeden konec nebo oba konce řetězce                                                       |
| Rychlá spotřeba monomeru na začátku reakce                                                                                    | I po dlouhé době zůstává část monomeru nezreagovaná                                                              |
| V průběhu reakce se opakují podobné kroky                                                                                     | V průběhu mechanismu se objevují různé reakční kroky (například iniciace, propagace, terminace a přenos řetězce) |
| Průměrná molekulová hmotnost se zvyšuje pomalu a reakce musí probíhat dlouho, pokud se má vytvořit polymer s dlouhým řetězcem | Molekulová hmotnost se na začátku zvyšuje rychle a v průběhu polymerizace zůstává přibližně stejná               |
| Konce řetězce jsou stále aktivní (nedochází k terminaci)                                                                      | Po terminaci konce řetězce již nejsou aktivní                                                                    |
| Není potřeba iniciátor | Je potřeba iniciátor                                                                                             |

## Polymery vyráběné postupnou polymerizací

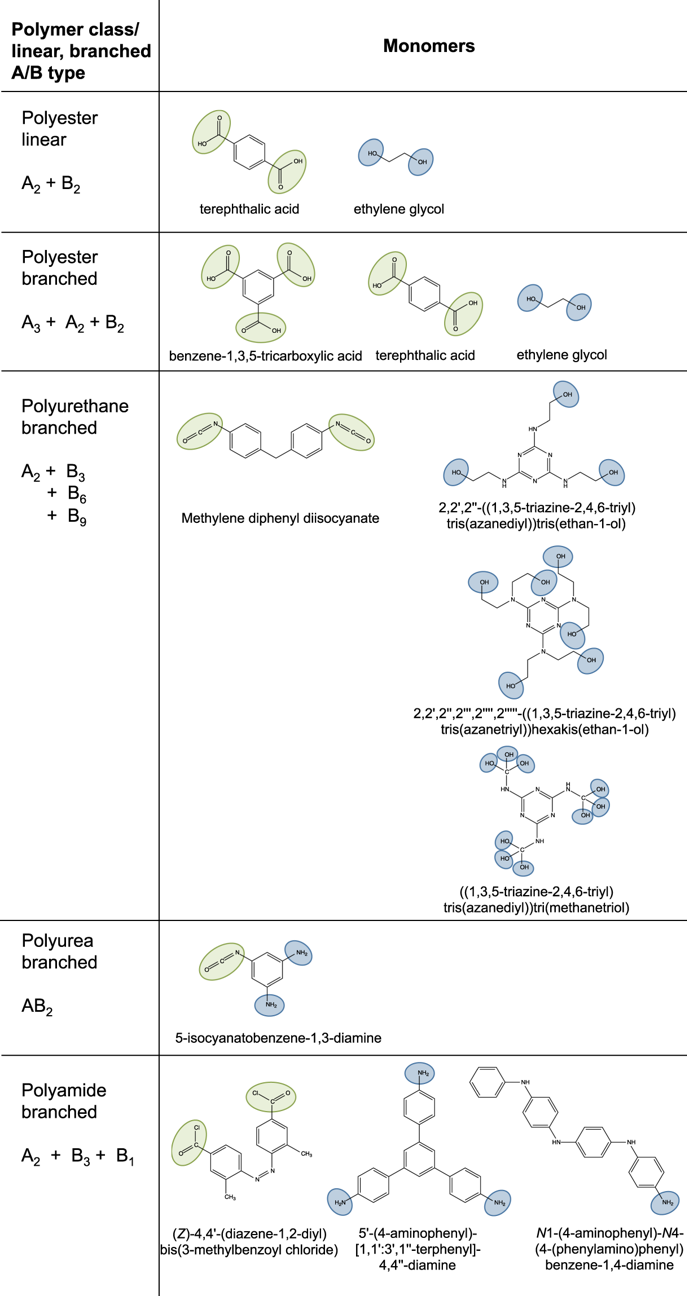
Příklady skupin monomerů u kterých probíhá postupná polymerizace; reaktivní funkční skupiny jsou zvýrazněny.

K polymerům vyráběným postupnou polymerizací patří:
- Polyestery mají vysokou teplotu skelného přechodu a teplotu tání, dobré mechanické vlastnosti do přibližně 175 °C, dobrou odolnost vůči rozpouštědlům a dalším látkám. Vyrábějí se jako vlákna, využívaná například na oděvy a plsti, a jako povlaky, využitelné například u magnetických pásek.
- Polyamidy (jako je nylon) mají značnou mechanickou odolnost, jsou dobře tvarovatelné, odolné vůči oděru a vůči rozpouštědlům. Lze je použít jako materiál na lana, textilní a jiná vlákna a izolanty na elektrických drátech.
- Polyuretany jsou elastomery, které mají dobrou odolnost vůči oděru, jsou tvrdé, odolávají mastnotě a rozpouštědlům. Mohou z nich být vyrobena vlákna, nátěry a pěny.
- Polymočovina má vysokou teplotu skelného přechodu a dobrou odolnost vůči mastnotě, olejům a rozpouštědlům. Používá se například na výrobu těsnění.
- Polysiloxany se vyskytují v mnoha podobách, jako maziva, pryskyřice a kaučuky.
- Polykarbonáty jsou průhledné materiály se samozhášecími vlastnostmi. Jsou termoplastické a odolné vůči vyšším teplotám a oxidaci. Mohou být využity ve strojírenství, automobilovém průmyslu a lékařství.
- Polysulfidy mají velmi dobrou odolnost proti olejům, rozpouštědlům a ozonu a také dobře propouštějí plyny. Vyznačují se ovšem zápachem a špatně odolávají vyšším teplotám. Lze je použít na výrobu těsnění a benzínových hadic a na místech, kde je třeba vysoká odolnost vůči plynům a rozpouštědlům.
- Polyethery jsou termoplastické, rozpustné ve vodě a mají dobré mechanické vlastnosti. Používají se na výrobu pojiv a stabilizátorů lepidel.
- Fenolformaldehydové pryskyřice jsou poměrně odolné proti teplu i většině rozpouštědel a mají velmi dobré dielektrické vlastnosti.
- Polytriazoly vznikají z monomerů, které obsahují alkynové i azidové skupiny. Monomerové jednotky jsou navzájem propojeny 1,2,3-triazolovými skupinami; ty vznikají 1,3-dipolárními cykloadicemi. Mohou mít podobu pryskyřic[6] nebo gelů.[7] Pokud se jako monomery použijí oligopeptidy obsahující na jednom konci alkynovou a na druhém azidovou skupinu, tak jsou vzniklé produkty biologicky rozložitelné.[8]

### Rozvětvené polymery
Při použití monomeru majícího v molekule tři nebo více funkčních skupin účastnících se polymerizační reakce se tvoří rozvětvené polymery. Jedním z prvních vytvořených polymerů s touto vlastností byl bakelit. Při reakci se nemusí odštěpovat molekuly vody, ale také například ethen.

## Kinetika
Kinetiku postupných polymerizací lze popsat polyesterifikačním mechanismem. Jednoduchá esterifikace je kysele katalyzovaná reakce, při které dojde k protonaci kyseliny a její následné reakci s alkoholem za vzniku esteru a vody. Při použití tohoto modelu je ovšem třeba předpokládat dostatečně účinné odstraňování vody a také nezávislost reaktivity funkčních skupin na délce uhlíkového řetězce. Rovněž se předpokládá, že při každém kroku reaguje pouze jedna kyselina a jeden alkohol. Pro obecnou polyesterifikační polymerizaci se řádem reakce n platí:
{\displaystyle {\frac {1}{1-p^{n-1}}}=1+(n-1)kt[{\ce {COOH}}]^{n-1}}
kde p je úroveň polymerizace.

### Autokatalytická polyesterifikace
Reakce může proběhnout i za nepřítomnosti kyselinového katalyzátoru, protože kyselina použitá k esterifikaci sama funguje jako katalyzátor. Rychlost kondenzační reakce v čase t odpovídá rychlosti spotřeby karboxylových skupin:
{\displaystyle rate={\frac {-d[{\ce {COOH}}]}{dt}}=k[{\ce {COOH}}]^{2}[{\ce {OH}}]}
kde k je rychlostní konstanta. V případě reakční směsi se stejnou koncentrací kyseliny a alkoholu lze koncentraci funkčních skupin vyjádřit jako:
{\displaystyle rate={\frac {-d[{\ce {COOH}}]}{dt}}=k[{\ce {COOH}}]^{3}}
Po integraci a substituci podle Carothersovy rovnice vyjde:
{\displaystyle {\frac {1}{(1-p)^{2}}}=2kt[{\ce {COOH}}]^{2}+1=X_{n}^{2}}
Při autokatalytické reakci je průměrná míra polymerizace (Xn) přímo úměrná druhé odmocnině doby trvání reakce.

### Polymerizace s vnějším katalyzátorem
Nekatalyzovaná polymerizace probíhá pomalu a nelze snadno dosáhnout vysoké hodnoty Xn. Přítomnost katalyzátoru vede k urychlení reakce, což lze popsat tímto vzorcem:
{\displaystyle {\frac {-d[{\ce {COOH}}]}{dt}}=k[{\ce {COOH}}][{\ce {OH}}]}
přičemž u každé funkční skupiny jde o reakci prvního řádu, vzorec tak lze upravit na
{\displaystyle {\frac {-d[{\ce {COOH}}]}{dt}}=k[{\ce {COOH}}]^{2}}
z čehož po integraci vyjde
{\displaystyle {\frac {1}{1-p}}=1+[{\ce {COOH}}]kt=X_{n}}.
U reakce s vnějším katalyzátorem je průměrná úroveň polymerizace přímo úměrná {\displaystyle t\,}.

## Rozdělení molekulových hmotností při lineární polymerizaci
Při polymerizaci vzniká směs produktů s různými molekulovými hmotnostmi. Z teoretických i praktických důvodů je potřeba znát rozdělení molekulových hmotností v této směsi. Toto rozdělení odvodil Paul Flory pomocí statistických metod za předpokladu, že všechny funkční skupiny mají stejnou reaktivitu.

### Pravděpodobnost
Postupná polymerizace je náhodný děj a tak je možné použít statistiku k vypočítání pravděpodobnosti, že náhodně vybraná molekula produktu se bude skládat z x monomerových jednotek; tato pravděpodobnost je přitom funkcí doby průběhu reakce.
{\displaystyle {\ce {{{\mathit {x}}AA}+{\mathit {x}}BB->AA-(BB-AA)_{{\mathit {x}}-1}-BB}}}
{\displaystyle {\ce {{\mathit {x}}AB->A-(B-A)_{{\mathit {x}}-1}-B}}}
Pravděpodobnost, že skupina 'A' zreaguje je:
{\displaystyle p^{x-1}\,}
Pravděpodobnost, že tato skupina nezreaguje činí:
{\displaystyle (1-p)\,}
Spojením dvou výše uvedených rovnic vyjde:
{\displaystyle P_{x}=(1-p)p^{x-1}\,}
kde Px je pravděpodobnost nalezení řetězce o x monomerových jednotkách (x-meru), který má nezreagovanou skupinu 'A'. S rostoucí hodnotou x se Px snižuje.

#### Rozdělení molárních zlomků produktů

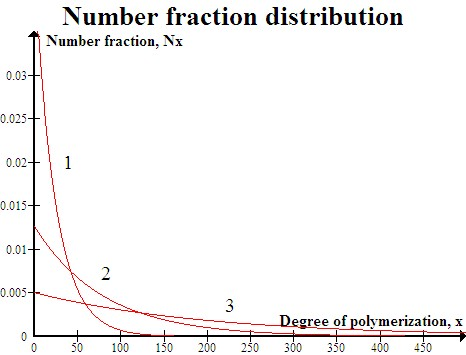
Rozdělení molárních zlomků produktů lineární polymerizace podle úrovně polymerizace; u grafu 1 p=0,9600; u grafu 2 p=0,9875; u grafu 3 p=0,9950.

Zastoupení produktu ve směsi se určuje jako molární zlomek daného x-meru v soustavě a odpovídá pravděpodobnosti, že náhodně vybraná molekula bude patřit k tomuto x-meru.
{\displaystyle {\frac {N_{x}}{N}}=(1-p)p^{x-1}\,}
kde N je celkový počet vytvořených molekul polymeru.

#### Rozdělení hmotnostních zlomků produktů

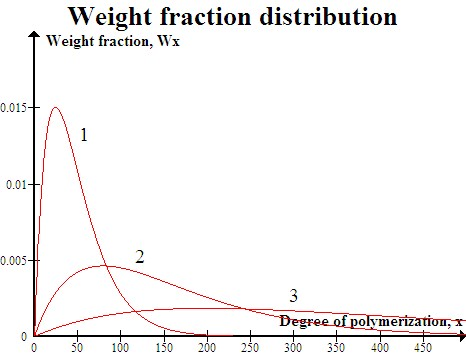
Rozdělení hmotnostních zlomků produktů lineární polymerizace; u grafu 1 p=0,9600; u grafu 2 p=0,9875; u grafu 3 p=0,9950.

Rozdělení hmotnostních zlomků produktů udává závislost hmotnostních zlomků x-merů ve směsi na jejich molekulové hmotnosti:
{\displaystyle {\frac {W_{x}}{W_{o}}}={\frac {xN_{x}M_{o}}{N_{o}M_{o}}}={\frac {xN_{x}}{N_{o}}}=x{\frac {N_{x}}{N}}{\frac {N}{N_{o}}}}
- Mo' je molární hmotnost opakujících se skupin
- No je původní počet molekul monomeru
- N je počet nezreagovaných molekul

Substitucí Carothersovy rovnice
{\displaystyle X_{n}={\frac {1}{1-p}}={\frac {N_{o}}{N}}}
vznikne:
{\displaystyle {\frac {W_{x}}{W_{o}}}=x(1-p)^{2}p^{x-1}\,}

### Index polydisperzity
Index polydisperzity (PDI) vyjadřuje rozdělení molekulových hmotností v daném vzorku polymeru.
{\displaystyle PDI={\frac {M_{w}}{M_{n}}}}
U postupné polymerizace lze do něj vložit Carothersovu rovnici, čímž vznikne následující vzorec:
{\displaystyle PDI=1+p\,}

## Ovlivňování molekulové hmotnosti při lineární polymerizaci
Při výrobě polymerů je často třeba dosáhnout určité přesné molekulové hmotnosti produktu, jelikož ta má vliv na jeho vlastnosti. Míra polymerizace je funkcí reakčního času, a tak lze potřebný produkt získat ukončením reakce ve vhodném okamžiku. U takto vytvořených polymerů však může docházet ke změnám molekulových hmotností, protože konec polymerového řetězce obsahuje funkční skupiny, které mohou mezi sebou dále reagovat.
Těmto reakcím lze zabránit úpravou koncentrace monomerů do nestechiometrických poměrů, kdy je jeden z reaktantů v mírném přebytku, poté polymerizace probíhá až do doby, kdy se jeden reaktant spotřebuje a konce polymerových řetězců obsahují stejné funkční skupiny jako reaktant, který byl v přebytku. Polymerizace již nemůže probíhat a nedochází tedy ke změnám molekulových hmotností.
Dalším možným způsobem je přidání monomeru s jednou funkční skupinou, který znesnadňuje polymerizaci monomerů s více funkčními skupinami, protože pak vznikají molekuly, které na konci řetězce nemají reaktivní skupiny a nejsou tedy schopné účastnit se dalších reakcí.
Pokud je přebytek jednoho z monomerů příliš vysoký, tak molekulová hmotnost produktu nebude dostatečně vysoká a tak je třeba přesně znát vliv reaktantů na molekulovou hmostnost produktu; ta je ovlivňována i nečistotami, které již byly v reakční směsi přítomny nebo vznikly při vedlejších reakcích. Pokud nejsou brány v potaz i nečistoty, tak mohou způsobit snížení molekulové hmotnosti oproti předpokladům.
Přesnou kontrolou stechiometrického přebytku je možné tento vliv omezit; například přebytek diaminu nad acylchloridem vede ke vzniku polyamidu se dvěma aminovými skupinami, který při spotřebování acylchloridu nevstupuje do dalších reakcí. To lze vyjádřit pomocí rozšířené Carothersovy rovnice jako:
{\displaystyle X_{n}={\frac {(1+r)}{(1+r-2rp)}}}
kde r je poměr počtu molekul reaktantů. Platí
{\displaystyle r={\frac {N_{AA}}{N_{BB}}}}
kde NBB je látka, která je v přebytku.
Tuto rovnici lze také použít pro monofunkční přísadu:
{\displaystyle r={\frac {N_{AA}}{(N_{BB}+2N_{B})}}}
kde NB je počet vložených molekul této přísady. Koeficient 2 u NB se používá, protože jedna molekula B má stejný vliv jako jeden přebytek molekuly B-B.

## Víceřetězcová polymerizace
Při použití monomerů se třemi a více funkčními skupinami se vytvářejí polymery s rozvětvenými řetězci a mohou vznikat produkty se zesíťovanou strukturou. Vznik těchto trojrozměrných sítí bývá doprovázen prudkou změnou viskozity.
Pro víceřetězcové polymerizace se definuje faktor fav jako průměrný počet funkčních skupin na molekulu monomeru. V systému, ve kterém je na začátku N0 molekul a odpovídající množství skupin A a B, je celkový počet funkčních skupin roven N0fav.
{\displaystyle f_{av}={\frac {\sum N_{i}\cdot f_{i}}{\sum N_{i}}}}
Modifikovaná Carothersova rovnice má podobu
{\displaystyle x_{n}={\frac {2}{2-pf_{av}}}}, where p equals to {\displaystyle {\frac {2(N_{0}-N)}{N_{0}\cdot f_{av}}}}

## Příklady využití
Vývoj nových polymerů je urychlován snahou nahradit různé materiály, jako jsou kovy, polymery s nízkou hustotou a s dobrou odolností vůči vysokým teplotám. K výhodám těchto polymerů patří také odolnost vůči rozpouštědlům a dalším chemikáliím, díky čemuž mají řadu využití, například v automobilovém a leteckém průmyslu, jako povlaky na kuchyňském nádobí a v elektronických přístrojích. Polymerové řetězce obsahující aromatická jádra, stejně jako ty s vysokými molekulovými hmotnostmi a/nebo síťovitou strukturou mají pevné chemické vazby a odolné řetězce. Tepelnou odolnost zvyšují také silné dipól-dipólové interakce, vodíkové vazby a krystalická struktura. K dosažení těchto vlastností jsou potřeba vysoké molekulové hmotnosti, které však vedou ke snížení rozpustnosti, což je však možné napravit zavedením některých druhů funkčních skupin, jako jsou C=O a SO2, do polymerového řetězce pomocí odpovídajícího množství monomeru či komonomeru. Další možností je využití reaktivních oligomerů obsahujících skupiny, jež mohou reagovat mezi sebou navzájem, čímž se dosahuje vyšší molekulové hmotnosti.

### Aromatické polyethery

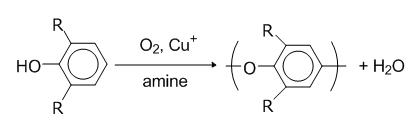

Oxidačním párováním 2,6-disubstituovaných fenolů za použití katalyzátorového komplexu složeného z měďných solí a aminů vznikají aromatické polyethery, často označované názvem poly(p-fenylenoxid). V čisté podobě se příliš nevyužívají kvůli vysoké viskozitě v kapalném skupenství. Lze se však setkat s jejich směsmi s polystyrenem.

### Polyethersulfony

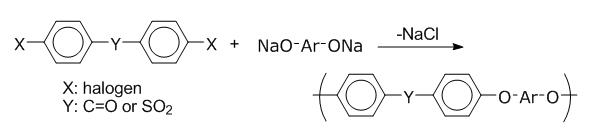

Polyethersulfony se vyrábějí nukleofilní aromatickou substituční reakcí aromatických dihalogenidů a bisfenolátových solí. Jsou částečně krystalické a odolávají vodě i mnoha organickým látkám. Používají se na místech, kde se trvale vyskytují teploty 240 až 280 °C, například v automobilovém a leteckém průmyslu jako izolanty.

### Aromatické polysulfidy

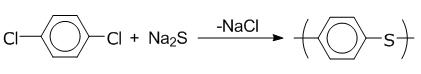

Poly(p-fenylensulfidy) (PPS) vznikají reakcí sulfidu sodného s 1,4-dichlorbenzenem v polárním rozpouštědle, například 1-methyl-2-pyrolidinonu (NMP). Dobře odolávají ohni, vodě a organickým rozpouštědlům, jsou ovšem citlivé na oxidační činidla. Používají se v automobilovém průmyslu, v součástkách mikrovlnných trub, ve směsi s fluorouhlíkatými polymery, jako je polytetrafluorethylen jako povlaky na kuchyňském nádobí a na ochranu ventilů, potrubí a elektromotorických článků.

### Aromatické polyimidy

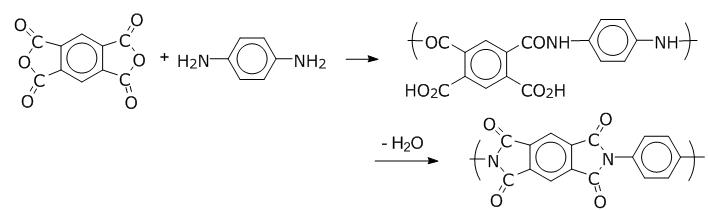

Aromatické polyimidy se vyrábějí reakcí dianhydridů s diaminy, například dianhydridu kyseliny pyromellitové s p-fenylendiaminem; místo diaminů lze též použít diisokyanáty. Díky své lepší rozpustnosti se často místo dianhydridů používají smíšené estery dianhydridů. Kvůli nerozpustnosti polyimidů probíhá reakce dvoustupňově. V prvním kroku se vytváří vysokomolekulární polyaminokyselina v polárním rozpouštědle, jako jsou methylpyrrolidon nebo N,N-dimethylacetamid. Polyaminokyselina se následně přemění na výsledný produkt, který je nerozpustný.